# Moritz Unna
Moritz Unna (31. december 1811 i København – 2. december 1871 sammesteds) var en dansk genremaler og fotograf.
Unna var søn af møbelhandler og auktionsholder Salomon Emanuel Unna (1780-1819) og Jacobine f. Jacobsen (Wulff). Hans moder flyttede som enke til Göteborg, hvor han voksede op og efter endt skolegang kom på et handelskontor; men da han havde lyst til at være maler, rejste han i 1830 til København og fik straks adgang til Kunstakademiet. Efter at han i 1832 var blevet elev af Modelskolen, vandt han i 1836 den lille sølvmedalje. Samtidig udstillede han fra 1834 til 1839 en del genrebilleder, hvoraf det andet i rækken (udstillet 1835), En Skolemester, som forelæser et Par gamle Folk et Brev fra deres Søn i Udlandet, halve figurer i legemsstørrelse, blev købt til Den Kongelige Malerisamling. Han synes allerede fra 1837 at have gjort et par udflugter til udlandet, og boede, når han var i København, sammen med Fritz Westphal ved Toldbodvejen. I 1839 rejste han til München, hvor han levede til 1846 og ved siden af at udføre enkelte genrebilleder mest fandt sit underhold ved at male portrætter. Han blev aldrig noget betydeligt som kunstner, selv om der i hans tidligere arbejder ikke savnedes træk, som kunne vække forhåbninger hos ham og andre.
Fra 1846 var han bosat i Göteborg først som medhjælper ved en boghandel, fra 1850 som tegnelærer, men malede dog også og hjemsendte derfra nogle figurbilleder af svensk folkeliv til udstillingen i København i 1853 og 1863, da hans navn sidste gang findes i fortegnelserne.
For at forbedre sine kår lagde han sig efter fotografiet, åbnede 1853 et fotografisk atelier i Göteborg, ægtede i 1854 sin søsterdatter, Nanny Fürst, og flyttede i 1863 til København, hvor han købte Rudolph Strieglers fotografiske forretning. Denne handel var dog ikke til hans held, idet sygdom hindrede ham i at drive sin virksomhed med kraft, og han døde i meget trange kår den 2. december 1871. Han blev begravet på Assistens Kirkegård.

## Malerier
- Provst G.L. Sivertsson (1829, rådhuset i Kungälv, Sverige)
- En gammel Sømand (1834)
- En Skolemester forelæser et Par gamle Folk et Brev fra deres Søn i Udlandet (1835, Statens Museum for Kunst)
- Selvportræt (1836)
- En Vildttyv og hans Datter forskrækkes af Skovvogterne ved Nat (1836, Statens Museum for Kunst)
- En gammel Kone paa Vej til Kirke (1838, smst.)
- Portræt af grosserer Julius Ree (1841)
- Portræt af godsejer Carl Kjellberg, Sverige (1848)
- En Dalkulla som forfærdiger Haararbejde (1852, tidl. Johan Hansens Samling)
- Borgerligt Interiør (1857, solgt hos Sotheby's, London, som The Conscript, 1982)
- Repræsenteret på Frederiksborgmuseet og Københavns Museum.